# Персональний повітряний транспорт
Повітряний транспорт для окремих осіб або Персональний літальний апарат (англ. Personal air vehicle) — перспективний вид літальних апаратів на авіаційному ринку, який забезпечує зростаючий попит на використання третього виміру для персонального пересування.

## Проєкт myCopter
Проєкт Європейського союзу myCopter, вартістю 4,2 мільярда євро та тривалістю чотири роки, є відповіддю Єврокомісії на транспортні проблеми, які посилюються день від дня майже у всіх куточках Європи. " Всякий раз, коли мені трапляється застрягти в заторі, я дивлюся на вільний простір над дорогою. Отже, чому б не використати третій вимір для персонального пересування? ", — розповів професор Генріх Бюлтофф (Heinrich Bulthoff) з інституту біологічної кібернетики імені Макса Планка в інтерв'ю видавництву «Інженер».
«Більшість трас повітряного транспорту в міському середовищі проходять на висотах що перевищують 600 метрів, залишаючи, таким чином, достатньо місця, яке може бути використане для польотів персонального транспорту. Але управління персональним літаючим транспортом повинно бути для пілота не складніше, ніж управління автомобілем, і це те, над чим ми працюємо в даний час».
Проєкт myCopter охоплює три різних області — автоматизацію транспортних літаючих засобів, взаємодію людини з транспортним засобом і соціально — економічну взаємодію з навколишнім середовищем, що передбачає створення відповідної інфраструктури для того, щоб «припаркувати» літальні апарати, провести їх обслуговування і заправити їх паливом або зарядити електрикою. Так само потрібна розробка законодавства і відповідних «правил повітряного руху». Так само важливим чинником буде створення мережі навчальних закладів, в яких буде проводитися навчання майбутніх пілотів літаючих автомобілів.
Перша частина проєкту myCopter, яка завершиться в 2014 році, буде тільки «паперовою» частиною цього проєкту. При її реалізації поки і мова не йде про створення будь-яких дослідних зразків літальних апаратів. Максимум, що буде використано — це комп'ютерне моделювання.